# France Balantič
France Balantič, ps. „France Zoranov” (ur. 29 listopada 1921 w Kamniku, zm. 24 listopada 1943 w Grahovie) – słoweński poeta, w trakcie II wojny światowej członek Słoweńskiej Domobrany.

## Życiorys
Do szkoły podstawowej uczęszczał w Kamniku, a do gimnazjum w Lublanie. W szkole średniej uczył się języków czeskiego, polskiego i rosyjskiego. Następnie odbywał studia slawistyczne, których nie ukończył.
W czerwcu 1942 został aresztowany przez włoskie siły okupacyjne i umieszczony w obozie koncentracyjnym Gonars. Podupadł tam na zdrowiu fizycznym i psychicznym. Na wolność wyszedł w listopadzie tego samego roku. Po kapitulacji Włoch wstąpił do kolaboracyjnej Słoweńskiej Domobrany. W listopadzie 1943 zginął w ataku partyzantów na jej placówkę. Został pochowany w zbiorowej mogile.
Jako poeta zadebiutował w latach 1938–1939, publikując pod pseudonimem France Zoranov w czasopiśmie Mladika zbiór swoich wierszy. Uważany jest za jednego z najwybitniejszych słoweńskich poetów okresu międzywojennego. Głównymi motywami jego twórczości były ziemia, miłość, śmierć i Bóg. Pobyt w obozie w Gonars załamał jego karierę poetycką. W 1944 roku pośmiertnie wydano jego zbiór wierszy V ognju groze plapolam, który wywarł znaczący wpływ na powstanie słoweńskiego modernizmu. Po zakończeniu wojny Balantič trafił na listę autorów, których twórczość została zakazana przez cenzurę. Jego wiersze były kolportowane w środowiskach słoweńskiej emigracji. W 1994 roku Słoweńska Akademia Nauki i Sztuki zorganizowała sympozjum, na którym zakazane w epoce komunizmu twórczości Balantiča i Ivana Hribovška zostały przywrócone do głównego nurtu.